# توم برينان
توم برينان (بالإنجليزية: Tom Brennan)‏ هو محام بالقضاء العالي وسياسي أسترالي، ولد في 1866 في بنديجو في أستراليا، وتوفي في 3 يناير 1944 في أستراليا. حزبياً، نشط في حزب أستراليا المتحدة. وقد انتخب عضو مجلس الشيوخ الأسترالي ‏ عن دائرة فيكتوريا (12 مايو 1931 – 30 يونيو 1938).